# Беловка (Николаевская область)
Беловка (укр. Білівка) — село в Казанковском районе Николаевской области Украины.
Население по переписи 2001 года составляло 97 человек. Почтовый индекс — 56020. Телефонный код — 5164. Занимает площадь 0,332 км².

## Местный совет
56020, Николаевская область, Казанковский р-н, с. Дмитро-Беловка, ул. 70-летия Октября, 21